# Ольвисайм
Ольвисайм (фр. Olwisheim) — коммуна на северо-востоке Франции в регионе Гранд-Эст (бывший Эльзас — Шампань — Арденны — Лотарингия), департамент Нижний Рейн, округ Агно-Висамбур, кантон Брюмат.
Площадь коммуны — 2,96 км², население — 486 человек (2006) с тенденцией к стабилизации: 494 человека (2013), плотность населения — 166,9 чел/км².

## Население
Население коммуны в 2011 году составляло 506 человек, в 2012 году — 501 человек, а в 2013-м — 494 человека.
| 1962 | 1968 | 1975 | 1982 | 1990 | 1999 | 2006 | 2008 | 2011 | 2012 | 2013 |
| ---- | ---- | ---- | ---- | ---- | ---- | ---- | ---- | ---- | ---- | ---- |
| 312  | 315  | 313  | 307  | 346  | 477  | 486  | 506  | 506  | 501  | 494  |

Динамика населения:

## Экономика
В 2010 году из 341 человек трудоспособного возраста (от 15 до 64 лет) 250 были экономически активными, 91 — неактивными (показатель активности 73,3 %, в 1999 году — 77,1 %). Из 250 активных трудоспособных жителей работали 238 человек (123 мужчины и 115 женщин), 12 числились безработными (7 мужчин и 5 женщин). Среди 91 трудоспособных неактивных граждан 40 были учениками либо студентами, 41 — пенсионерами, а ещё 10 — были неактивны в силу других причин.

## Достопримечательности (фотогалерея)
- Церковь святых Петра и Павла
- Интерьер, вид на алтарь
- Орган